# Krusich János
Báró Lepoglavai Krusich János (? - Bécs, 1580. július/ augusztus) Liptó vármegye főispánja, bányavidéki főkapitány, Korpona főkapitánya 1553-1562, 1566-1577 között.

## Élete
1558 októberében korponai kapitányként zálogba vette Csábrág várát 7000 forintért. Ez volt Hont vármegye második legnagyobb uradalma.
Amikor Korpona várkapitánya lett, a városi polgárság sokat panaszkodott a katonákra. 1562-ben Balassa János zólyomi főispán és bányavidéki főkapitány vezetése alatt fogságba esett a szécsényi ütközetben. 1565. augusztus 13-ig Konstantinápolyban volt fogoly. 1568-ban Dersffy István halála után ideiglenesen megbízták a dunáninneni kerület főparancsnokságával. Ekkoriban főként Nagysurányban időzött. Többször járt Bécsben a rá bízott véghelyek ügyében, mivel azok (is) el voltak hanyagolva az udvar által. 1576-1577 fordulóján megvált a korponai főkapitányságtól.
Valószínűleg Krusics Péter fia. Felesége 1559-től Csábrági Pálffy Péter lánya Katalin volt, házasságukból származott Ilona, akinek Balassi Bálint is udvarolt, de Dietrichstein Miksa felesége lett. Házassága révén birtokolta a Csábrág-szitnyai uradalmat. Halála után özvegye 1582-ben Illésházy Istvánhoz, a későbbi nádorhoz ment feleségül. Bécsben temették el.